# Futebol do Espírito Santo
O futebol do Espírito Santo é dirigido pela Federação de Futebol do Estado do Espírito Santo (FES). As principais competições profissionais são o Campeonato Capixaba e a Copa ES, ambas classificando seus melhores times para o Campeonato Brasileiro Série D e a Copa do Brasil.
Os maiores vencedores do futebol masculino do Espírito Santo são o Rio Branco, a Desportiva Ferroviária, e o Vitória que compõem o chamado Trio de Ferro Capixaba, sendo os dois primeiros de Cariacica e o outro capital Vitória.  
A competição entre eles também desencadeia os maiores clássicos do estado, sendo Rio Branco e Desportiva Ferroviária responsáveis pelo clássico de maior rivalidade, também conhecido como Clássico dos Gigantes. Os dois já conquistaram juntos o Campeonato Capixaba 55 vezes, sendo contabilizado 37 e 18 títulos para cada equipe, respectivamente.
No futebol feminino, a principal competição é o Campeonato Capixaba Feminino disputado desde 2010, e tem como o maior vencedor o Vila Nova, da cidade de Vila Velha, com cinco títulos.

## A Federação
Foi fundada em 2 de maio de 1917 como Liga Sportiva Espírito Santense (LSES). Em 28 de abril de 1938 passou a chamar-se Federação Desportiva Espírito-Santense e em 21 de setembro de 1984, passou a ser chamada Federação de Futebol do Estado do Espírito Santo.
A FES é filiada à Confederação Brasileira de Futebol CBF e mantém contato permanente com as Federações dos demais estados, principalmente no caso de transferências e empréstimos de atletas profissionais. É de responsabilidade da FES a padronização e confecção dos ingressos dos jogos de seu calendário oficial.
Todos os clubes profissionais são filiados à FES e seus atletas têm seus contratos registrados na FES e CBF. São poderes da Federação de Futebol do Estado do Espírito Santo: Assembléia Geral, Diretoria, Presidência, Conselho Fiscal, Tribunal de Justiça Desportiva, Comissões Disciplinares, Comissão de Arbitragem e Ouvidoria do Futebol .
Firma contratos, convenções ou outros documentos que envolvam responsabilidades. Concede filiação às Ligas e Associações para os campeonatos e torneios, além de coordenar os trabalhos dos Poderes da FES, tomando qualquer medida administrativa necessária para cumprir o Estatuto.

## História
O primeiro campeonato de futebol do Espírito Santo foi o Campeonato de Vitória de 1917 com clubes apenas da capital. A disputa, organizada pela Liga Sportiva Espírito Santense, teve cinco equipes: América, Barroso, Moscoso, Rio Branco-ES e Victoria, atual Vitória Futebol Clube. O América sagrou-se campeão, vencendo o torneio em pontos corridos.
Em 1930, o campeonato passou a ser estadual. Quem atuou como zagueiro no América e se tornaria o governador do estado do Espírito Santo e senador da República na década de 50, foi Carlos Lindenberg.
No Campeonato de 1985 foi instituído o acesso e descenso.
Em 2010 foi disputada a primeira edição da competição estadual feminina, o Campeonato Capixaba Feminino reunindo dez times e vencida pela equipe do Vila Nova-ES.
O Campeonato Capixaba de 2016 foi a 100ª edição do campeonato estadual reunindo dez equipes. com a Desportiva Ferroviária tornando-se campeã ao derrotar o Espírito Santo nas finais.
Já o Capixaba de 2017 marca o centenário da competição com participações de Rio Branco e Vitória que estavam presentes no primeiro campeonato em 1917. Além das duas equipes participam também mais oito clubes totalizando 67 títulos estaduais.
Em uma final inédita, o Atlético Itapemirim conquista o título invicto em cima do Doze.

## Ranking da CBF (2021)
A Federação de Futebol do Estado do Espírito Santo é apenas a 22ª colocada no Ranking Nacional das Federações com 1921 pontos, subindo 1 posição em relação ao ranking anterior.
No Ranking Nacional dos Clubes, seis clubes capixabas estão ranqueados. Ambos rankings atualizados e divulgados em 1 de março de 2021.
| Pos. | Clube                  | Pontos |
| ---- | ---------------------- | ------ |
| 136º | Espírito Santo         | 332    |
| 146º | Serra                  | 304    |
| 155º | Real Noroeste          | 255    |
| 186º | Atlético Itapemirim    | 198    |
| 196º | Desportiva Ferroviária | 183    |
| 230º | Rio Branco-ES          | 25     |

## Estádios
Os principais estádios de futebol do Espírito Santo são o Estádio Kleber Andrade e a Estádio Engenheiro Araripe. O primeiro foi inaugurado em 7 de setembro de 1983 e o segundo em 16 de janeiro de 1966.
Abaixo está a lista dos estádios capixabas com capacidade de pelo menos 3.000 pessoas.
| Estádio                       | Cidade                  | Proprietário                                               | Capacidade |
| ----------------------------- | ----------------------- | ---------------------------------------------------------- | ---------- |
| Estádio Kleber Andrade        | Cariacica               | Governo do Estado do Espírito Santo                        | 21.152     |
| Estádio Engenheiro Araripe    | Cariacica               | Associação Desportiva Ferroviária Vale do Rio Doce         | 7.700      |
| Estádio Sumaré                | Cachoeiro de Itapemirim | Estrela do Norte Futebol Clube                             | 6.000      |
| Estádio José Olímpio da Rocha | Águia Branca            | Real Noroeste Capixaba Futebol Clube                       | 5.281      |
| Estádio do Bambu              | Aracruz                 | Esporte Clube Aracruz                                      | 5.058      |
| Estádio Sernamby              | São Mateus              | Centro Educativo Recreativo Associação Atlética São Mateus | 4.500      |
| Estádio Salvador Costa        | Vitória                 | Vitória Futebol Clube                                      | 3.000      |

## Arbitragem
Pablo dos Santos Alves é considerado um dos melhores árbitros do estado.

## Competições

### Campeonato Capixaba - Série A
Participantes em 2019
| Clube                  | Cidade                  | Temporada 2018 | Estádio               | Capacidade | Títulos (último) |
| ---------------------- | ----------------------- | -------------- | --------------------- | ---------- | ---------------- |
| Atlético Itapemirim    | Itapemirim              | 5º da Série A  | José Olívio Soares    | 2 000      | 1 (2017)         |
| Castelo                | Castelo                 | 4º da Série B  | Olímpio Perim[a]      | 2 100      | 0 (não possui)   |
| Desportiva Ferroviária | Cariacica               | 6º da Série A  | Engenheiro Araripe    | 7 700      | 18 (2016)        |
| Estrela do Norte       | Cachoeiro de Itapemirim | 2º da Série B  | Sumaré                | 6 000      | 1 (2014)         |
| Real Noroeste          | Águia Branca            | 2º da Série A  | José Olímpio da Rocha | 5 281      | 0 (não possui)   |
| Rio Branco-ES          | Vitória                 | 1º da Série B  | Kleber Andrade        | 21 000     | 37 (2015)        |
| Rio Branco VN          | Venda Nova do Imigrante | 3º da Série A  | Olímpio Perim         | 2 100      | 0 (não possui)   |
| Serra                  | Serra                   | 1º da Série A  | Robertão              | 2 000      | 6 (2018)         |
| Tupy                   | Vila Velha              | 8º da Série A  | Engenheiro Araripe[b] | 7 700      | 0 (não possui)   |
| Vitória-ES             | Vitória                 | 7º da Série A  | Salvador Costa        | 3 000      | 9 (2006)         |

Notas:
- a. ^  O Castelo mandará seus jogos no Olímpio Perim, em Venda Nova do Imigrante.[17]
- b. ^  O Tupy manda seus jogos no Engenheiro Araripe, em Cariacica.

### Campeonato Capixaba - Série B
Participantes em 2019
| Clube              | Cidade     | Temporada 2018 | Estádio                     | Capacidade | Títulos (último) |
| ------------------ | ---------- | -------------- | --------------------------- | ---------- | ---------------- |
| Castelense         | Castelo    | Não participou | A definir                   |            | 0 (não possui)   |
| Sport Colatinense  | Colatina   | 5º da Série B  | Justiniano de Mello e Silva | 2 600      | 1 (2014*)        |
| CTE                | Colatina   | Não participou | Justiniano de Mello e Silva | 2 600      | 1 (2002**)       |
| Grêmio Laranjeiras | Serra      | Não participou | Robertão                    | 2 000      | 0 (não possui)   |
| Linhares           | Linhares   | Não participou | A definir                   |            | 0 (não possui)   |
| Pinheiros-ES       | Pinheiros  | Não participou | A definir                   |            | 0 (não possui)   |
| São Mateus         | São Mateus | 10º da Série A | Sernamby                    | 4 500      | 2 (2008)         |
| Vilavelhense       | Vila Velha | 6º da Série B  | Manoel Araújo de Oliveira   | 1 000      | 1 (2003)         |

Notas:
- *  Título conquistado representando a cidade de Domingos Martins.
- ** Títulos conquistados como CTE Colatina.

### Copa Espírito Santo
Participantes em 2018
| Clube                  | Cidade       | Temporada 2017 | Estádio               | Capacidade | Títulos (último) |
| ---------------------- | ------------ | -------------- | --------------------- | ---------- | ---------------- |
| Atlético Itapemirim    | Itapemirim   | Campeão        | José Olívio Soares    | 2 000      | 1 (2017)         |
| Castelo                | Castelo      | Não Participou | Emílio Nemer          | 2 000      | 0 (não possui)   |
| Desportiva Ferroviária | Cariacica    | 3º Colocado    | Engenheiro Araripe    | 7 700      | 2 (2012)         |
| Linhares               | Linhares     | Primeira Fase  | Robertão              | 2 000      | 0 (não possui)   |
| Real Noroeste          | Águia Branca | Primeira Fase  | José Olímpio da Rocha | 5 281      | 3 (2014)         |
| São Mateus             | São Mateus   | Não Participou | Sernamby              | 4 500      | 0 (não possui)   |
| Serra                  | Serra        | Primeira Fase  | Robertão              | 2 000      | 5 (2008)         |
| Sport-ES               | Serra        | Primeira Fase  | Robertão              | 2 000      | 0 (não possui)   |
| Tupy                   | Vila Velha   | Não Participou | Toca do Índio         | 1 000      | 0 (não possui)   |
| Vitória-ES             | Vitória      | Primeira Fase  | Salvador Costa        | 3 000      | 2 (2010)         |

### Copa dos Campeões do Espírito Santo
A Copa dos Campeões do Espírito Santo foi um torneio de futebol disputada entre o campeão do Campeonato Capixaba e o campeão da Copa Espírito Santo.

### Campeonato Capixaba Feminino
Participantes em 2018
| Clube        | Cidade      | Temporada 2017 | Títulos (último) |
| ------------ | ----------- | -------------- | ---------------- |
| AE Capixaba  | Anchieta    | Não disputou   | 0 (não possui)   |
| Prosperidade | Vargem Alta | Vice-campeão   | 0 (não possui)   |
| Vila Nova-ES | Vila Velha  | Campeão        | 4 (2017)         |

## Clássicos no Espírito Santo
Estão abaixo relacionados os principais clássicos de futebol capixabas.
Clássicos Municipais
- Vitória: Vitória-ES vs. Rio Branco-ES (Vi x Rio)
- Cachoeiro de Itapemirim: Estrela do Norte vs. Cachoeiro
- Colatina: Colatinense vs. Colatina
- Colatina: CTE vs. Colatinense
- Colatina: Colatina vs. CTE
- Serra: Serra vs. Grêmio Laranjeiras
- Vila Velha: Tupy vs. Vilavelhense

Clássicos Intermunicipais
- Cariacica/Vitória: Desportiva Ferroviária vs. Rio Branco-ES (Clássico dos Gigantes)
- Cariacica/Vitória: Desportiva Ferroviária vs. Vitória-ES (Desportiva x Vitória)
- Cariacica/Serra: Desportiva Ferroviária x Serra
- Vitória/Serra: Rio Branco-ES x Serra
- Vitória/Serra: Vitória-ES x Serra
- Linhares/São Mateus: Linhares vs. São Mateus
- Cachoeiro de Itapemirim/Castelo: Estrela do Norte vs. Castelo (Clássico Sulino)
- Cachoeiro de Itapemirim/Itapemirim: Estrela do Norte vs. Atlético Itapemirim